# خوان لوبيز فونتانا
خوان لوبيز فونتانا (بالإسبانية: Juan López Fontana) مدرب كرة قدم أوروغواياني ولد سنة 1908 في مدينة مونتفيدو وتوفي عام 1983، درب منتخب الأوروغواي أكثر من مرة كان إحداها سنة 1950 في كأس العالم سنة 1950 التي أُقيمت في البرازيل وقاد منتخب بلادة في تحقيق ثاني بطولة في كأس العالم، درب كذلك نادي بنيارول الأوروغواياني و منتخب الإكوادور.

## روابط خارجية
- خوان لوبيز فونتانا على موقع قاعدة بيانات كرة القدم.إي يو (الإنجليزية)
- خوان لوبيز فونتانا على موقع عالم كرة القدم.نت (الإنجليزية)